# Сильвестр Поровський
Сильвестр Поровський (пол. Sylwester Porowski, 7 квітня 1938, Бежін, Стшелінський повіт, Нижньосілезьке воєводство, Польща) — польський фізик, професор фізичних наук, фахівець з фізики твердого тіла і фізики високих тисків, колишній директор Інституту фізики високих тисків Польської академії наук; винахідник блакитного напівпровідникового лазера і нового методу вирощування кристалів нітриду галію.

## Біографія
Закінчив фізичний факультет Варшавського університету в 1960 році, в 1965 році отримав звання доктора фізики в Інституті фізики Польської академії наук, в 1972 році став почесним доктором. У 1978 році отримав звання професора фізичних наук. Проходив стажування в Гарвардському університеті у професора фізики високих тисків В.Пола. Працював з 1964 року в Лабораторії тисків і досліджень напівпровідників при Інституті фізики Польської академії наук, з 1972 по 2010 роки керував Лабораторією фізики і технології високого тиску «Уніпресс» при Польській академії наук (з 2004 року — Інститут фізики високих тисків, віце-головою якого був обраний Поровський). Також працював у Варшавському університеті, опублікував понад 400 наукових статей, був членом Польського фізичного товариства.
12 грудня 2001 року команда Сильвестра Поровського випробувала блакитний напівпровідниковий лазер, що стало проривом не тільки в польській науці, а й взагалі в області оптоелектроніки. Основою для створення джерела світла послужили сині кристали нітриду галію. Після цього успіху в Польщі стали проводити ряд експериментів з вирощування кристалів нітриду галію для подальшого виробництва блакитних лазерів та іншої електроніки: у 2010 році польська компанія Ammono зуміла виростити абсолютно чисті кристали розміром до 51 мм при високому тиску, коли речовина стає  надкритичною рідиною (в попередніх випадках фізикам не вдавалося виростити кристали розмірів більш ніж 20 мм).
Поровський знявся в 1989 році в документальному фільмі «Структура людини» - режисера  Кшиштофа Зануссі . Поровський добре знайомий з Зануссі і є другом його сім'ї. Також Поровський — один із засновників Асоціації просування громадянського мислення.

## Нагороди
- У 2002 році за успішне випробування блакитного напівпровідникового лазера Сильвестр Поровський отримав нагороду від президента Польщі.
- У 2011 році за заслуги перед наукою Сильвестр Поровський був нагороджений офіцерським хрестом Ордену Відродження Польщі[6].
- У 2013 році за інноваційний метод вирощування кристалів Сильвестр Поровський був удостоєний премії Фонду польської науки.
- У 2013 році за організацію наукових польсько-українських акцій Сильвестр Поровський отримав нагороду Капітули польсько-українського поєднання від Української греко-католицької церкви[7].